# 夏神宗
夏神宗李遵頊（1163年—1226年），西夏宗室齐国忠武王李彥宗之子。史書記載：「端重明粹，少力學，長博通群書，工隸篆」。1203年，廷试进士第一名，1211年8月12日，李遵顼发动政变，废黜襄宗李安全，李遵顼即位，是为夏神宗。改元光定，成为中国历史上唯一的状元皇帝。任内全盤承襲襄宗自取滅亡的政策，繼續破壞金國與西夏關係，發兵侵金；金宣宗也不遑多讓，決定痛擊西夏。更不幸的是，夏軍軍力早已廢弛，因此不斷戰敗，反而沒有令遵頊知難而退，更激起他的野心和戰慾，繼續發動戰爭，令人民家破人亡，民怨四起，經濟嚴重破壞，國力直線下降。在位期間根本沒有想過與金國議和，雖不斷有忠良之士直言進諫，但一一被他痛罵，包括其子李德任。1223年，傳位於子李德旺，為西夏唯一的太上皇。1226年病卒，年64，諡英文皇帝，廟號神宗。